# Aldeanueva de Guadalajara (kommunhuvudort)
Aldeanueva de Guadalajara är en kommunhuvudort i Spanien.   Den ligger i provinsen Provincia de Guadalajara och regionen Kastilien-La Mancha, i den centrala delen av landet, 60 km nordost om huvudstaden Madrid. Aldeanueva de Guadalajara ligger 892 meter över havet och antalet invånare är 116.
Terrängen runt Aldeanueva de Guadalajara är kuperad åt sydväst, men åt nordost är den platt. Runt Aldeanueva de Guadalajara är det mycket glesbefolkat, med 6 invånare per kvadratkilometer. Närmaste större samhälle är Guadalajara, 11,4 km sydväst om Aldeanueva de Guadalajara. Trakten runt Aldeanueva de Guadalajara består till största delen av jordbruksmark.